# Franz Heerdt
Franz Xaver Heerdt (* 23. April 1846 in Mainz; † 6. März 1935 ebenda) war ein hessischer Politiker (Fortschrittliche Volkspartei) und Abgeordneter der 2. Kammer der Landstände des Großherzogtums Hessen.
Franz Heerdt war der Sohn des Spezereiwarenhändlers Martin Heerd und dessen Frau Katharina, geborene Bergolth. Heerd, der katholischen Glaubens war, war Spezereiwarenhändler in Mainz und mit Maria Ernestine geb. Endres verheiratet.
Von 1911 bis 1918 gehörte er der Zweiten Kammer der Landstände an. Er wurde für den Wahlbezirk Rheinhessen 14/Mainz III gewählt. Er war daneben Stadtverordneter in Mainz.